# 傅良選
傅良选（？—？），號凌寰，四川雅州军籍。

## 生平
万历四十三年（1615年）乙卯科四川鄉試舉人，四十七年（1619年）己未科進士，吏部觀政，天啓元年授户部主事，管禄米倉，四年升员外郎，升廣西司郎中，五年升武昌知府。工书法，崇祯元年（1628年）由武昌府知府升湖广武昌道副使，时有天下第一清官之誉。六年除湖廣右参政。

## 家族
曾祖傅如海。祖父傅圭，廪生。父傅應聘，庠生、儒官。